# Colares (Sintra)
Colares is een plaats en freguesia in de Portugese gemeente Sintra in het district Lissabon.
In 2001 was het inwonertal 7.472 op een oppervlakte van 33,07 km². Sinds 24 juli 1997 heeft Colares de status van vila. Zowel de meest westelijke punt (Cabo da Roca) als de meest westelijke plaats (Azóia) van het vasteland van Europa liggen in Colares.